# ماريون هاتون
ماريون هاتون (بالإنجليزية: Marion Hatton)‏ هي ناشطة حق المرأة بالتصويت ‏ وسفرجات نيوزيلندية، ولدت في 8 سبتمبر 1835 في Stogumber ‏ في المملكة المتحدة، وتوفيت في 6 يونيو 1905 في دنيدن في نيوزيلندا.